# Ipomoea lanata
Ipomoea lanata är en vindeväxtart som beskrevs av Eileen Adelaide Bruce. Ipomoea lanata ingår i släktet praktvindor, och familjen vindeväxter. Inga underarter finns listade i Catalogue of Life.